# Volta a València femenina
La Volta a València femenina (coneguda oficialment com a Volta Ciclista València Féminas-Trofeu Diputació de València) és una competició ciclista per etapes femenina que es disputa a la Província de València des del 2016. Organitzada pels clubs ciclistes de La Pobla Llarga i Puçol, amb el recolzament de la Diputació de València.

## Palmarès
| Any  | Vencedora   | Segona          | Tercera          |
| ---- | ----------- | --------------- | ---------------- |
| 2017 | Alba Teruel | Alicia González | Aurore Verhoeven |
| 2017 | Alba Teruel | Alicia González | Gloria Rodríguez |